# Zamach w Maroua
Zamach w Maroua – samobójczy atak terrorystyczny, który miał miejsce 25 lipca 2015 w Maroua w Regionie Dalekiej Północy w Kamerunie. W wyniku wybuchu bomby zginęło co najmniej 19 osób, a 62 zostały ranne.

## Zamach
Do zamachu doszło około 19:50 czasu lokalnego w zatłoczonym barze w okolicy Pont Vert nieopodal mostu nad pobliską rzeką. Zamachowcem była nastoletnia kobieta. Do ataku nie przyznało się żadne ugrupowanie, niemniej w ostatnim czasie podobnych działań dopuszczało się Boko Haram.
Dzień później nastąpiło do zamachu w Damaturu, o który również podejrzewa się Boko Haram.